# Corse (race ovine)
Pour les articles homonymes, voir Corse (homonymie).
Le corse est une race ovine autochtone et originaire de la Corse. Son effectif est évalué à environ 110 000 têtes dont 90 000 reproductrices en 2005.
Le corse fait partie, comme le sarde, des « races jarreuses méditerranéennes ». Son origine est très ancienne. Elle a été façonnée au cours des siècles par des conditions de climat et d'élevage pastoral très spécifiques. La brebis corse est une composante essentielle de cette agriculture vivrière de montagne grâce à sa rusticité et ses aptitudes mixtes en lait, viande et laine. À partir de la fin du XIXe siècle, l'arrivée des industriels laitiers de Roquefort sur l'île bouleverse cette économie et « fait passer progressivement ses éleveurs à l'ère industrielle ».
Elle est essentiellement élevée pour son lait aux qualités fromagères servant à élaborer les fromages fermiers de Corse : brocciu, calinzanincu, fourme d'Asco, niolo, U Muntagnolu et venaco.